# Báječné časy
Báječné časy (v originále Une époque formidable…) je francouzský hraný film z roku 1991, který režíroval Gérard Jugnot podle vlastního scénáře. Snímek měl světovou premiéru 19. června 1991.

## Děj
Michel Berthier pracuje jako střední manažer ve společnosti specializující se na prodej matrací a jednoho dne je z práce propuštěn. Touží mít dítě s manželkou Juliette, která už ale má dvě z prvního manželství. Manželka se s Michelem rozejde a ten opouští dům. Michel potkává bezdomovce Berthiera, Crayona, Mimosu a Toubiba, kteří se stanou jeho společníky v novém životě.

## Obsazení
| Gérard Jugnot          | Michel Berthier            |
| Richard Bohringer      | Toubib                     |
| Victoria Abrilová      | Juliette                   |
| Ticky Holgado          | Crayon                     |
| Chick Ortega           | Mimosa                     |
| Roland Blanche         | Copi                       |
| Éric Prat              | Malakian                   |
| Julien Harlay          | Vincent, syn Juliette      |
| Beryl Le Lasseur       | Émilie, dcera Juliette     |
| Jean-Claude Leguay     | Antivol, řidič Rolls Royce |
| Charlotte de Turckheim | Rita, prostitutka          |
| Zabou Breitman         | novinářka                  |
| Catherine Alcover      | paní Cohenová              |
| Carole Brenner         | prostitutka                |
| Guy Laporte            | bezdomovec                 |
| Patrick Timsit         | jednooký muž               |
| Chantal Ladesou        | ošetřovatelka              |
| Franck de Lapersonne   | recepční v hotelu          |
| Laurent Gamelon        | svalovec                   |
| Yves Belluardo         | bezdomovec                 |

## Ocenění
- César: nominace v kategoriích nejlepší herec (Gérard Jugnot), nejlepší herec ve vedlejší roli (Ticky Holgado), nejslibnější herec (Chick Ortega), nejlepší původní scénář (Gérard Jugnot a Philippe Lopes-Curval)